# منصور خورشیدی
منصور خورشیدی مشهور به خورشیدی (۱۰ خرداد ۱۳۲۹ – درگذشت ۲۲ آذر ۱۳۹۷، بابل) شاعر حجمگرای ایرانی بود.

## زندگی‌نامه
منصور خورشیدی، متولد ۱۳۲۹، شاعر و منتقد شعر است. وی دبیر بخش بررسی کتاب وبگاه بین‌المللی پیاده‌رو و عضو هیئت تحریریهٔ برخی مجلات بین‌المللی است. همکاری در ارائهٔ شعر و نقد شعر در مجلات بین‌المللی از جمله ماهنامه ادبی نوشتا در ایران، مجله قلمک در سوئد، مجله شهروند در کانادا، مجله نگاه در فرانسه و مجلهٔ آفتاب در نروژ و نگارش مقالاتی در کتاب‌های از حاشیه تا متن، حتای مرگ و عبارت از چیست؟ از دیگر فعالیت‌های وی به‌شمار می‌روند.
منصورخورشیدی چاپ شعرهای خود را از دههٔ پنجاه آغاز کرد. وی دو کتاب چاپ‌شده در کارنامه خود دارد: «از فکرهای با تو» (۱۳۸۰، انتشارات نیم‌نگاه) و «خطابه‌های کهنسال کودکی» (۱۳۷۷، انتشارات خوارزمی)؛ همچنین مجموعه شعرهای «آبی ناگهان» و «سجاده روی ماه بینداز» را نیز که تنظیم‌شده در همان سال است آماده چاپ دارد.
از این شاعر و منتقد شعر حجم مقالات بسیاری در داخل و خارج کشور منتشر شده‌است. مهمترین مقالات او عبارتند از «از ترس مست شدیم» (در کتاب «از حاشیه تا متن»)، «حیرت عظیم حجم» (در کتاب «حتای مرگ»)، «بررسی شعرهای رؤیایی» (مجله شهروند، کانادا)، «نقد و بررسی شعر معاصر» (مجله آفتاب، نروژ)، «سوررئالیسم جنجالی‌ترین مکتب ادبی جهان»، «بررسی مکتب‌های ادبی جهان»، «من سوم»، «سرشت باطنی انسان در جهان شعر» و…
از دیگر فعالیت‌های مهم زندگی ادبی او می‌توان به چند نمونه اشاره کرد:
- همکاری با مجله بین‌المللی نوشتا به سر دبیری محمدحسین مدل در سال ۱۳۸۴.[۱][۲]
- همکاری با مجله ادبی پیاده‌رو[۳]
- همکاری با مجله ادبی آوانگارد به عنوان دبیر بخش شعر حجم[۴]
- مقاله فانوسی در پشت پرده در سامانه الکترونیک روزنامه گلشن مهر[۵]

## ویژگی‌های شعر
یدالله رؤیایی در یادداشتی در حاشیهٔ کتاب خود برای یکی از شاعران نوشته‌است:
در شکستن نام منصور خورشیدی بود که «خورشید» را در گیومه "---" گذاشتم که سایه‌ای از شمس باشد.
خواب جنازه در تشییع، و یک ترازوی کوچک بر بالای سنگ تراشکاری شده‌است؛ و در پائین، بر صیقل سنگ چهرهٔ زائر می‌شکند. بر شکست چهرهٔ «خورشید» که آن‌که می‌ماند همیشه منفعل از مرگ دیگری است. آنچه می‌ماند.
از مجموعه شعر هفتاد سنگ قبر، یدالله رؤیایی:
| شرح خود را پیدا کن  |
| اگر می‌جوئی          |
| باید که بنشینی      |
| ای دیگر ای خجل      |
| در تَرکِ اسم          |
| در شکستن نام از نام |

### نظم
| سال انتشار | نام کتاب              | انتشارات          |
| ---------- | --------------------- | ----------------- |
| ۱۳۸۰       | از فکرهای با تو       | انتشارات نیم نگاه |
| ۱۳۷۷       | خطابه‌های کهنسال کودکی | انتشارات خوارزمی  |
| ۱۳۹۳       | سجاده روی ماه بینداز  | انتشارات نصیرا    |
| ۱۳۹۳       | آبی ناگهان            | انتشارات فصل پنجم |